# 長尾重景
長尾 重景（ながお しげかげ）は、室町時代中期から後期にかけての武将。越後国守護代。越後長尾氏5代当主。上杉憲将の外玄孫で、長尾為景の祖父、上杉謙信の曽祖父に当たる。

## 略歴
応永32年（1425年）、長尾頼景の子として誕生。
頼景・重景父子はもともと越後長尾氏の分家筋であったが、越後守護・上杉房定が越後長尾氏の嫡流筋の長尾邦景・実景父子を滅ぼすと分家筋の頼景・重景父子が守護代として取り立てられた。守護代となった後は房定に仕えて関東に出陣し、武功を挙げた。
応仁元年（1467年）に上杉顕定（房定の次男）が関東管領に就任すると、房定と共に幕府と古河公方の和睦に奔走し、これを文明14年（1482年）に果たすという功績を挙げている（都鄙和睦）。
同年2月25日、死去。後を子・能景が継いだ。